# Flemington (New Jersey)
Flemington város az USA New Jersey államában. Lakosainak száma 4876 fő (2020. április 1.).

## Népesség
A település népességének változása:

| 2010 | 4 581 |
| 2020 | 4 876 |